# کوینچینتو
کوینچینتو (به ایتالیایی: Quincinetto) یک کومونه در ایتالیا است که در استان تورین واقع شده‌است. کوینچینتو ۱۷٫۸ کیلومتر مربع مساحت و ۱٬۰۵۴ نفر جمعیت دارد.